# Babette Christelle Tchonang
Babette Christelle Tchonang est une scientifique et chercheuse camerounaise d'origine camerounaise en activité au JPL de la Nasa.

## Biographie

### Carrière
Après une série de travaux de postmaster au Bénin en Allemagne en France, Christelle Tchonang réalise une thèse sur l'océanographie et l'un des reviewers de sa thèse lui propose de postuler pour un poste en création au Jet Propulsion Laboratory de la National Aeronautics and Space Administration. Elle est recrutée dans un laboratoire pour des travaux océanographiques de l'agence spatiale américaine. Dans une interview, elle conseille aux africains et aux camerounais de ne pas miroiter la vie des réseaux sociaux. De travailler dur pour laisser un impact non en termes de fortune matérielle et de milliards, mais comme Einstein; influencer durablement l'avenir de la planète et laisser un héritage à l'humanité.
Babette Christelle Tchonang est auteure de la thèse Contribution du satellite SWOT (Surface Water Ocean Topography) pour l'analyse et la prévision océanique.